# NACK5 COUNTDOWN LIVE
NACK5 COUNTDOWN LIVE (もしくは、FM NACK5 SUPER COUNT DOWN LIVE)は、FM NACK5主催のカウントダウンイベントである。
毎年大晦日に埼玉県さいたま市大宮区の大宮ソニックシティで行われ、年事にイベント内容が変わる。

## 主なカウントダウンイベント
- 2003年 NACK5 15th ANNIVERSARY COUNTDOWN LIVE 〜NEXT STAGE(access)
- 2004年 NACK5 SUPER COUNTDOWN LIVE 2005 〜challenge For The Future〜(access、The Seeker)
- 2005年 NACK5 SUPER COUNTDOWN LIVE 2006 〜challenge For The Future〜(access、m.o.v.e)
- 2006年 NTT東日本 埼玉支店 presents おかげ様で大宮ソニックシティでライブをすることになりました! 略して「様ソニ!」
- 2007年　NTT DoCoMo・NTT東日本 presents おかげ様でまた大宮ソニックシティでライブをすることになりました!!! 略して「様ソニ」 〜SAITAMA GIRLS & ・・・COLLECTION〜
- 2008年　NTT DoCoMo・NTT東日本 presents 「様ソニ'08」おかげ様でまたまた大宮ソニックシティでライブをすることになりました!!!
- 2009年 NACK5 年忘れ COUNTDOWN LIVE 09-10feat.STARDUST REVUE～J-POPがつなぐリスナーとの絆～
- 2010年 NACK5 COUNTDOWN PARTY @ SONIC CITY 2010-2011